# Bosdarros
Bosdarros é uma comuna francesa na região administrativa da Nova Aquitânia, no departamento dos Pirenéus Atlânticos. Estende-se por uma área de 24,91 km². Em 2010 a comuna tinha 1 025 habitantes (densidade: 41,1 hab./km²).